# Швейцария на зимних Паралимпийских играх 2014
Швейцария на зимних Паралимпийских играх 2014 года в Сочи представлена 8-ю спортсменами в горнолыжном спорте.

## Состав сборной и результаты выступлений

### Горнолыжный спорт
Мужчины
| Соревнование     | Класс               | Спортсмены                           | Скоростной спуск/ 1 спуск | Скоростной спуск/ 1 спуск | Слалом/ 2 спуск | Слалом/ 2 спуск | Всего   | Место |
| Соревнование     | Класс               | Спортсмены                           | Время                     | Место                     | Время           | Место           | Всего   | Место |
| ---------------- | ------------------- | ------------------------------------ | ------------------------- | ------------------------- | --------------- | --------------- | ------- | ----- |
| Скоростной спуск | С нарушением зрения | Хьюго Томас ведущий — Луана Бержамин | н/д                       | н/д                       | н/д             | н/д             | 1:26,02 | 8     |